# Vince Vieluf
Vincent Ernest Vieluf (Joliet, 10 novembre 1970) è un attore statunitense.

## Filmografia parziale

### Attore

#### Cinema
- Un lupo mannaro americano a Parigi (An American Werewolf in Paris), regia di Anthony Waller (1997)
- Il sapore del sangue (Clay Pigeons), regia di David Dobkin (1998)
- Sleeping Beauties, regia di Jamie Babbit – cortometraggio (1999)
- Rat Race, regia di Jerry Zucker (2001)
- Barely Legal - Doposcuola a luci rosse (After School Special), regia di David M. Evans (2003)
- Grind (2003)
- Firewall - Accesso negato (Firewall), regia di Richard Loncraine (2006)
- Epic Movie, regia di Jason Friedberg e Aaron Seltzer (2007)

#### Televisione
- E.R. - Medici in prima linea - serie TV, 3 episodi (1998)
- Friends - serie TV, 1 episodio (2001)

### Regista
- Order of Chaos (2010)

### Sceneggiatore
- Order of Chaos, regia di Vince Vieluf (2010)
- Hysteria, regia di Frank Lin (2010)

## Doppiatori italiani
Nelle versioni in italiano delle opere in cui ha recitato, Vince Vieluf è stato doppiato da:
- Roberto Gammino in Friends, Rat Race, Firewall - Accesso negato
- Roberto Certomà ne Il sapore del sangue, CSI - Scena del crimine (ep. 4x03)
- Luigi Ferraro in CSI: Miami, CSI - Scena del crimine (ep. 9x12)
- Francesco Meoni in Un lupo mannaro americano a Parigi
- Fabrizio Vidale in CSI - Scena del crimine (ep. 7x21)
- Luca Bottale in Love, Inc.